# Зайцев, Борис Михайлович (хоккеист)
Борис Михайлович Зайцев (23 марта 1937, Москва — 24 февраля 2000, Москва) — советский хоккеист. Вратарь. Олимпийский чемпион 1964 года. Чемпион мира и Европы 1963, 1964 годов.
Второй призёр чемпионата СССР 1959, 1960, 1962—1964 годов. Третий призёр 1958, 1966—1969 годов. В чемпионатах СССР по хоккею провел 251 матч. Финалист Кубка СССР 1966, 1969 годов. На клубном уровне выступал за единственный клуб — «Динамо» (Москва). Входил в список 34 лучших хоккеистов сезона (1964). Член КПСС с 1973 года. По окончании карьеры спортсмена окончил школу тренеров при Московской государственной академии физической культуры, работал инструктором в обществе «Динамо» с 1971 по 1997 год. Награжден Почётной грамотой Президиума Верховного Совета РСФСР (1965), Заслуженный мастер спорта СССР (1964 год).
Похоронен на Троекуровском кладбище.